# Саван (фільм)
«Саван» (англ. The Shrouds) — фільм жахів режисера Девіда Кроненберга. У головних ролях Венсан Кассель, Даян Крюгер та Гай Пірс.

## Синопсис
50-річний Карш — відомий бізнесмен. Після смерті дружини він винаходить GraveTech, революційну і спірну технологію, що дає змогу живим стежити за покійними в їхніх саванах. Одного разу вночі кілька могил, зокрема й могила дружини Карша, виявляються сплюндрованими. Карш вирушає на пошуки злочинців.

## Акторський склад
| Актор            | Роль                  |
| ---------------- | --------------------- |
| Венсан Кассель   | Карш                  |
| Даян Крюгер      | Бекка / Террі / Ханні |
| Гай Пірс         | Морі                  |
| Сандрін Холт     | Су-Мін                |
| Елізабет Сондерс | Грей Фонер            |
| Дженніфер Дейл   | Мірна Слотнік         |

## Виробництво
Спочатку концепція була задумана як серіал для Netflix, і Кроненберг написав два епізоди, перш ніж стрімінгова компанія скасувала проєкт. Кроненберг заявив, що фільм дуже «особистий» і «автобіографічний».
Оператор — Дуглас Кох, художники-постановщики — Джейсон Кларк та Керол Спієр.

### Кастинг
Вперше проект був анонсований у травні 2022 року, на головну роль був запрошений Венсан Кассель. У вересні 2022 року до акторського складу приєдналася Леа Сейду. У квітні 2023 року Даян Крюгер замінила Сейду, а до акторського складу доєднався Гай Пірс. Того місяця до акторського складу приєдналася Сандрін Холт.

### Зйомки
Зйомки розпочалися 8 травня 2023 року в Торонто і завершилися 19 червня 2023 року.

## Випуск
Прем'єра відбулася на конкурсній програмі Каннського кінофестивалю 20 травня 2024 року.

## Нагороди
| Нагорода або фестиваль       | Категорія             | Отримувач        | Результат |
| ---------------------------- | --------------------- | ---------------- | --------- |
| Каннський кінофестиваль 2024 | Золота пальмова гілка | Девід Кроненберг | Номінація |